# 核形虫目
核形虫是一类原生生物，具有丝状伪足,生活在土壤和淡水里。它们与同样具有丝状伪足的vampyrellid形态上非常相似，但可以通过线粒体的盘状嵴来鉴别。

## 归类
核形虫与动物、真菌以及其它一些小类群同属后鞭毛生物。後續研究显示核形虫是真菌的姊妹群。2018年，Tedersoo將核形蟲獨立劃分為核形蟲界（Nucleariae），囊括核形蟲門（Nuclearida）及泉生蟲門（Fonticulida）。

## 形态特征
核形虫通常很小, 最大不过50微米。
- Nuclearia[2]and Micronuclearia.